# Ptujska Cesta
Ptujska Cesta – wieś w Słowenii, w gminie Gornja Radgona. W 2018 roku liczyła 201 mieszkańców.